# Maria Rodés
Maria Rodés (Barcelona, 20 de mayo de 1986) es una compositora y cantante española, con un estilo que mezcla la canción de autor con la experimentación a nivel compositivo y sonoro. Con una prolífica obra, ha publicado diversos trabajos en solitario y uno bajo el nombre artístico Oníric. Su actividad artística se extiende más allá de sus discos, abarcando la literatura con el libro Duermevela (2015), y colaborando como cantante en los discos y actuaciones en directo de otros proyectos musicales como Nacho Vegas, Refree, Anímic, Jorge Drexler, Espaldamaceta, Coque Malla o José Domingo. También ha participado como compositora en los homenajes Ojos de mil años a Miguel Hernández y Cançons de la veritat oculta a Pere Calders. En 2016, su trabajo de investigación sobre su antepasado, el astrónomo Lluís Rodés, le hizo ganar el Premio Puig-Porret, posibilitando la publicación de su álbum y espectáculo escénico Eclíptica en 2018. 

## Biografía

### Primeros años. Oníric yUna forma de hablar
Con 23 años debutó con su proyecto Oníric, a dúo con el guitarrista Andy Poole, publicando el álbum Sin Técnica (2009), y recibiendo elogios por parte de la prensa gracias a unas sonoridades insólitas, fruto de la experimentación con sonidos cotidianos.
Poco después, Maria se lanzó en solitario publicando su primer disco firmado con su propio nombre: Una forma de hablar (2010). Éste tuvo una gran acogida por parte de público y prensa y le brindó la oportunidad de girar por toda España. Una forma de hablar recoge la peculiar forma de componer de Maria Rodés, a base de canciones que reflejan su mundo interior, aparentemente sencillas pero de complejas estructuras (a menudo experimentales) que incluyen arreglos sutiles y poco habituales que refuerzan la atención del oyente.

### El mundo de los sueños y debut en el mundo editorial
En octubre de 2011, Maria estudia un postgrado en Arte Sonoro ofrecido por la Universidad de Barcelona que le permite descubrir nuevas perspectivas sonoras. Influenciada por estos estudios confecciona su siguiente disco, Sueño triangular (2012) , producido por ella misma junto a la guitarrista Maru Di Pace y Lluís Surós. Con éste manifiesta una voluntad de alejarse de las canciones redondas e intimistas y explora nuevas sonoridades basándose en el contenido de sus sueños.
El interés por el mundo onírico y la interpretación de los sueños es algo que Maria Rodés explora más de una vez a lo largo de su carrera. Así, como continuación de Sueño triangular publica en 2015 el libro Duermevela, que recoge una selección los sueños que había ido apuntando durante años en diversos cuadernos.

### Maria canta coplay debut internacional
Después de este segundo álbum en solitario y tercero de su carrera, colabora con el poeta Martí Sales y el músico Ramón Rodríguez en el disco Convergència i Unió (2013), para enseguida concentrarse en uno de los proyectos que le lleva a expandir el alcance de su obra notablemente: el disco Maria canta copla (2014) en el que adapta a su peculiar estilo algunas de las canciones más famosas del folklore popular español del siglo XX como la copla y el cuplé comoTatuaje (con la participación de Albert Pla), El día que nací yo, Tres puñales o Agua que no has de beber son algunas de las obras a las que Maria rinde un homenaje que fue recibido con grandes elogios.
Maria canta copla fue publicado en México en 2017 en una edición especial incluyendo la ranchera Que te vaya bonito. La artista lo presentó en directo en México y Colombia, entrando allí en contacto con reconocidas artistas como Julieta Venegas o Carla Morrison.

#### David Byrne
El destacado músico estadounidense David Byrne descubrió Maria canta copla y programó una actuación de Maria en el reconocido festival Meltdown de Londres en 2015. Posteriormente, Byrne ha continuado mostrando su apoyo y admiración por la artista catalana, invitándola a abrir su actuación en Madrid en 2018, e incluyendo tres canciones de Maria en la playlist que publica mensualmente y que siguen miles de oyentes. En esta playlist, Maria aparece acompañada de otras tres artistas españolas como son Rosalía, Estrella Morente y Mala Rodríguez.

### Homenaje a Cecilia y otras versiones
Maria canta copla no son las únicas versiones que Maria ha venido publicando a lo largo de su carrera, recibiendo encargos como Si me das a elegir (Los Chunguitos) para la Banda Sonora de la película Villaviciosa de al lado (2016) o Bona nit (Els Pets) para el disco Perversions (2012). Otras versiones destacadas son la celebrada Mi pobre patria, de Franco Battiato, o las que realizó en el homenaje a la malograda cantautora Cecilia.
En 2015, el festival Voces Femeninas decidió realizar un homenaje a Cecilia en el 40 aniversario de su muerte. Para ello, prepararon una gira de conciertos en teatros y auditorios invitando a cantantes como Basia Bulat o la propia Maria Rodés. En palabras de la organización, los motivos de escoger a Maria para tan peculiar homenaje se debían a que "nos encantan sus versiones por su capacidad para llevarse a su terreno canciones ajenas y hacer que parezcan propias. En este sentido, su disco de coplas nos parece una auténtica genialidad".
En esta gira, Maria interpretó famosas canciones de Cecilia que forman parte del imaginario colectivo como son Un ramito de violetas o Me quedaré soltera, recibiendo las felicitaciones tanto de prensa y público como de la familia de la propia Cecilia.

### Premio Puig-Porret, Lluís Rodés yEclíptica
En 2016, resultó ganadora del Premio Puig-Porret, al presentar un proyecto artístico basado en la figura de su tío bisabuelo Lluís Rodés i Campderà, astrónomo y director del Observatorio del Ebro en el período de 1920 a 1939. Esto hizo que Lluís Rodés reflejara en su dietario Diario en tiempo de guerra las atrocidades de la Batalla del Ebro que veía en primera persona, obra que inspiró a Maria para la elaboración de su próximo trabajo. Se da la casualidad de que Rodés, con más de sesenta obras e investigaciones publicadas, pronunció en 1920 en el Palacio de la Música Catalana una conferencia titulada Harmonías del firmamento, un tema que vincula la música y la astronomía, y que trata ampliamente David Byrne en su exitoso libro Cómo funciona la música (2014). Rodés fue un reconocido astrónomo de su tiempo, miembro de la Unión Astrónomica Internacional. La propia Maria ha reconocido públicamente que se interesó por la vida de su antepasado al conocer que en la Luna existía un cráter que llevaba su apellido.
Maria destina el importe del Premio Puig-Porret a trabajar en profundidad en la elaboración de su disco Eclíptica (2018) y a producir su puesta en escena, que se presenta en directo en el Mercat de Música Viva de Vic en septiembre de 2017 con el aplauso de la crítica. Eclíptica es un trabajo conceptual alrededor de la astronomía y los sentimientos más terrenales del ser humano, ahondando en la vinculación espiritual de ambos mundos. A nivel de composición experimenta con nuevos estilos, como la cumbia Chocará conmigo (que cuenta con la participación de la popular actriz y cantante mexicana Ximena Sariñana) mientras que canciones como Luciérnaga en el suelo beben de la influencia de la copla y la canción tradicional.
Eclíptica se presenta en directo en diferentes ciudades de España, contando en ocasiones con la colaboración de artistas como Christina Rosenvinge.

## Discografía

### Álbumes de estudio
- Sin Técnica ( Cydonia, 2009)
- Una forma de hablar ( BCore, 2010)
- Sueño Triangular ( BCore, 2012)
- Maria canta copla (Chesapik, 2014)
- Eclíptica (Satélite K, 2018)
- Lilith (Satélite K, 2020)
- Fuimos los dos (Elefant, 2022)

### EP
- Creo que no soy yo (Chesapik, 2016)

### Colaboraciones
- Tinieblas, por fin (The New Raemon)
- Matilda ( Refree)
- El Partisano, de Leonard Cohen (Espaldamaceta)
- Himalaya ( Anímic)
- Hablo poco (José Domingo)
- Déjate Llevar (Coque Malla)
- Hey - Spanish version (Mist)
- Ser Árbol (Nacho Vegas)
- El cel de les cançons (Julio Bustamante)

### Canciones inéditas y apariciones en recopilatorios.
- El més valent del món (minimúsica Vol. 4 - La educación)
- La toupie (Tants caps, tants joguets - Orquesta Fireluche)
- El sortós lladre, con Refree (Tradicionarius 2011)
- Bona nit, de Els Pets (Perversions)

## Cine
- BSO Villaviciosa de al lado (Nacho G. Velilla, 2016)
- BSO No culpes al karma de lo que te pasa por gilipollas (Maria Ripoll, 2016)
- Un país extraño -actuando en directo- (Laura Ponsa, 2018)

## Literatura
- Duermevela (Alpha Decay, 2015)

## Videoclips
- Busy (2008)
- Lies (2009)
- Una forma de hablar (2010)
- Lo que hay que oir (2010)
- Desorden (2010)
- Mirall (2012)
- Haz lo que te dé la gana (2012)
- Cae lo que fuego fue (2013)
- Fui a buscar al Sol (2018)